# Centro Nacional de Tecnologia Eletrônica Avançada
O CEITEC é uma empresa pública federal brasileira vinculada ao Ministério da Ciência, Tecnologia e Inovações (MCTI) que atua no segmento de semicondutores desenvolvendo soluções para identificação automática e para aplicações específicas, como ASICs. A empresa projeta, fabrica e comercializa circuito integrado (CI) para aplicação em medicamentos, hemoderivados, veículos, autenticação, gestão de inventário, controle de ativos, entre outras, com sede em Porto Alegre, Rio Grande do Sul.

## Histórico
Teve inicio em 2000, quando um protocolo de intenções foi firmado entre os governos municipal, estadual e federal, instituições de ensino superior e empresas privadas, como a Motorola.[carece de fontes?] Em 20 de abril de 2002, foi realizada a assembleia de fundação de uma associação civil que daria início aos trabalhos. Em 2005, iniciaram-se as atividades do Centro de Design, onde são desenhados os projetos de chips, nos parques tecnológicos da Universidade Federal do Rio Grande do Sul e da Pontifícia Universidade Católica do Rio Grande do Sul. No mesmo ano, também começou a construção do prédio de pesquisa e manufatura da futura empresa, localizado no bairro Lomba do Pinheiro.
Em 10 de novembro de 2008, por meio de decreto presidencial, o Governo Federal criou a empresa pública CEITEC S.A. 
Em 5 de fevereiro de 2010, o então presidente da República, Luiz Inácio Lula da Silva, inaugurou a Sala Limpa da Fábrica da empresa. No mesmo ano, o CEITEC começou a realizar os primeiros testes de seu primeiro produto, o chip para identificação animal, em fazendas do interior dos estados de Mato Grosso do Sul e Minas Gerais.
Em 28 de julho de 2010, o MCTI nomeia o físico e professor Cylon Gonçalves da Silva como presidente da empresa.
Em 13 de junho de 2011, a empresa concluiu a fase de projeto do CTC11002 (Chip para identificação animal), que estava pronto para produção em escala comercial. No dia 29 de agosto do mesmo ano, o CEITEC S.A e a empresa alemã X-FAB firmaram um acordo de transferência de tecnologia para produção de circuitos integrados. Dois meses depois, a empresa anunciou a produção do Chip para rastreamento animal em escala comercial.
Em 13 de julho de 2012, a CEITEC anunciou a fabricação das primeiras lâminas de silício em sua planta em Porto Alegre. Cerca de um mês depois, em 29 de agosto de 2012, o Grupo Fockink lançou um brinco eletrônico para uso em identificação animal com o chip para identificação animal da CEITEC.
Em 14 de setembro de 2012, a CEITEC assinou um importante convênio com a Casa da Moeda do Brasil para a produção do chip do passaporte brasileiro.
Em 6 de junho de 2013, o CTC13001, chip de múltiplas aplicações em logística da CEITEC, tendo sido o primeiro circuito integrado do país a obter o reconhecimento de tecnologia com desenvolvimento nacional. 
Em 26 de julho de 2013, o físico Cylon Gonçalves da Silva conclui seu mandato de três anos à frente da CEITEC. O professor Marcelo Lubaszewski, diretor de Design da CEITEC, assume a presidência interina da empresa.
Em 4 de outubro de 2013, a CEITEC lança o CTC13001 T, dispositivo para aplicações em logística com sinal de violação de tags. Em 18 de novembro de 2013, a CEITEC começa a produção em volume comercial do chip CTC13100, para uso no programa Siniav.
Em 31 de outubro de 2014, a CEITEC S.A. alcança a marca histórica de 10 milhões de unidades vendidas do chip CTC13001.
Em 7 de outubro de 2015 a CEITEC lança seu novo produto, o chip CTC13002, no RFID Journal Live! Brasil 2015. Novo integrante da família CTC13000, o CTC13002 é o primeiro chip do Hemisfério Sul a receber a certificação EPCglobal Class 1 Gen 2, o mais importante padrão para identificação eletrônica.
Em 11 de novembro de 2015 o CEITEC é uma das homenageadas no XVIII Prêmio Automação, promovido pela GS1 Brasil, que premia soluções de automação que aumentam a eficiência e a competitividade no mercado. A CEITEC foi homenageada pela conquista da certificação internacional EPCglobal Class 1 Gen 2 para o chip CTC13002.
Em 9 de setembro de 2016, o MCTIC nomeia o engenheiro e professor Paulo de Tarso Mendes Luna como presidente da empresa.
Em 10 de janeiro de 2017, o Chip do Passaporte do CEITEC recebe a certificação internacional de segurança Common Criteria, que permitirá a produção do chip para passaporte no país.

## Reversão da dissolução
Em 5 de junho de 2021, o então presidente Jair Bolsonaro iniciou a dissolução do Ceitec.
Entretanto, o Tribunal de Contas da União (TCU) paralisou o fechamento da empresa em 1.º de setembro do mesmo ano.
Em 2 de janeiro de 2023, o presidente Lula suspendeu o processo de dissolução do Ceitec
Em 9 de fevereiro de 2023, o presidente Lula anunciou a criação de um grupo de trabalho para discutir a restruturação da empresa.
Em 31 de maio de 2023, o Tribunal de Contas da União extinguiu o processo de 2021 que iria auferir a privatização do Ceitec, após o governo Lula retirar a empresa do Programa Nacional de Desestatização.
Em 9 de abril de 2025, a Comissão de Ciência, Tecnologia e Inovação da Câmara dos Deputados rejeitou o Projeto de Decreto Legislativo (PDL) 397/2023, que propunha sustar os efeitos do Decreto 11.768/2023, o qual reverteu o processo de dissolução do CEITEC.
A decisão da comissão reforça o reconhecimento, por parte do Poder Legislativo, da relevância do CEITEC como ativo público essencial para o desenvolvimento tecnológico e industrial do Brasil.